# الهاملي (تعز)
الهاملي هي إحدى قرى الجمهورية اليمنية. تتبع جغرافيا لمحافظة تعز وإداريًا لمديرية موزع. يبلغ تعداد سكانها 4553 نسمة حسب الإحصاء الذي أجري عام 2004.